# Маттавамп
Маттавамп (англ. Muttawmp; ? — сентябрь 1676) — сахем нипмуков и один из главных военных вождей индейцев во время Войны Короля Филипа. Он принял участие в большинстве сражений в качестве предводителя сил Метакомета.
Маттавамп в юности принял христианство и стал жить в молящемся городе. Когда вампаноаги начали войну с колонистами, он отрёкся от новой религии и присоединился к восставшим индейцам вместе с другим сахемом племени Матунасом. Маттавамп возглавлял индейцев в нападении на Брукфилд и в сражении при Блади-Брук. 21 апреля 1676 года он и 500 индейских совершили рейд на город Садбери. Разрозненные отряды английских ополченцев из близлежащих поселений Массачусетса выступили на подмогу защитникам города, два из которых попали в засаду, устроенную нипмуками, вампаноагами и наррагансеттами, и понесли тяжёлые потери. Бой при Садбери стал последней крупной победой объединённых сил индейцев в Войне Короля Филиппа.
После окончания войны на юге Новой Англии Маттавамп сдался торговцу и представителю Генерального совета Массачусетса Ричарду Уолдрону, после того, как тот пообещал амнистию вождям восставших индейцев. Но власти Конфедерации Новой Англии отказали ему в помиловании и казнили в конце сентября 1676 года.

### Статьи
- Reynolds, Grindall. King Philip's War; With Special Reference to the Attack on Brookfield in August, 1675 (англ.) // Proceedings of the American Antiquarian Society. — Worcester, Massachusetts: American Antiquarian Society, 1888. — Vol. 5, iss. 1. — P. 77—95. — ISSN 0044-751X.